# Syrphus shorae
Syrphus shorae är en tvåvingeart som beskrevs av Fluke 1950. Syrphus shorae ingår i släktet solblomflugor, och familjen blomflugor. Inga underarter finns listade i Catalogue of Life.